# Adexia fowleri
Adexia fowleri är en insektsart som beskrevs av Melichar 1901. Adexia fowleri ingår i släktet Adexia och familjen Flatidae. Inga underarter finns listade i Catalogue of Life.